# Калмикски език
Калмикският език (самоназвание: Хальмг келн) е националният език на калмиките, живеещи в Република Калмикия в Руската федерация. Част е от монголското езиково семейство.
В Русия се счита за книжовната форма на ойратския език. Според преброяването в Русия от 2010 г., езикът се говори от 80 546 души, като етническите калмики наброяват 183 000. Според ЮНЕСКО, езикът е застрашен.

## Социолингвистична информация
Упадъкът на калмикския език и изместването му от руския започва след годините на депортация на калмиките в периода 1943 – 1957 г. Асимилирането на калмиките е резултат от действията на някои от тях, участвали на страната на Нацистка Германия по времето на Втората световна война. Много калмики са изпратени в Сибир, като там значителна част умират от недохранване и болести. Самата Калмикска автономна област изчезва от картата на СССР в периода 1943 – 1957 г. Останалите калмики в района се асимилират чрез бракове с руснаци. През 1957 г. на калмиките в изгнание е разрешено да се завърнат в родината си. Завръщайки се, те откриват, че в Калмикия вече официално се говори руски, а пресата и книгите се печатат на кирилизиран вариант на калмикския. До 1970-те години калмикският език се превръща в анклавен. По същото време той става и единственият език за обучение в училищата. По време на Перестройката калмикски лингвисти започват да се борят за възраждане на езика. В последвалите години той е признат за официален език в Калмикия, редом с руския. Днес калмикски не се говори в градовете, а само в някои села (главно в Кетченеровски район), чието население е основно представено от етнически калмики. Опитите за възраждането му продължават.
5 септември е ден на националната писменост в Калмикия, който има за цел съхранението на калмикския език.
Езикът има два диалекта: торгутски и дербетски.

## Писменост
Основата на калмикската писменост е положена през 1648 г. от ойратския просветител и будистки лама Зая Пандита (1599 – 1662). Наречена е тодо-бичиг и се е основавала на старомонголската писменост. През 1924 г. тече план за кирилизация на езиците на народите в Съветския съюз и така калмиксият приема кирилица. През 1930 г. тя е заменена с латинска азбука, но през 1938 г. отново е върната кирилицата.
| Съвременна кирилица | Латиница                              | Кирилица 1920-30-те                                                             | МФА         | Транслитерация |
| ------------------- | ------------------------------------- | ------------------------------------------------------------------------------- | ----------- | -------------- |
| А а                 | A a                                   | А а                                                                             | a           | a              |
| Ə ә                 | Ə ә                                   | Ä ä (1938 – 41 г.) Я я (1928 – 30 г.) d (1926 – 28 г.) Ä ä (1924 – 26 г.)       | ə           | a̋              |
| Б б                 | B в                                   | Б б                                                                             | p, pʲ       | b              |
| В                   | V v                                   | В                                                                               | w, wʲ       | v              |
| Г г                 | G g                                   | Г г                                                                             | ɡ, ɡʲ, ɢ    | g              |
| Һ һ                 | H h                                   | Гъ гъ (1938 – 41 г.) Г г (1928 – 30 г.) Һ һ (1926 – 28 г.) Г г (1924 – 26 г.)   | ɣ           | ḥ              |
| Д д                 | D d                                   | Д д                                                                             | t, tʲ       | d              |
| Е е                 | E e                                   | Е е                                                                             | je          | e              |
| Ё ё                 | –                                     | –                                                                               | jɔ          | ë              |
| Ж ж                 | Ƶ ƶ                                   | Ж ж                                                                             | ʧ           | ž              |
| Җ җ                 | Ƶ ƶ                                   | Дж дж (1938 – 41 г.) Ж ж (1928 – 30 г.) Дж дж (1926 – 28 г.) Ӝ ӝ (1924 – 26 г.) | ʤ           | ž̦              |
| З з                 | Z z                                   | З з                                                                             | ʦ           | z              |
| И и                 | I i                                   | И и                                                                             | i           | i              |
| Й й                 | J j                                   | Й й                                                                             | j           | j              |
| К к                 | K k                                   | К к                                                                             | (k), (kʲ)   | k              |
| Л л                 | L l                                   | Л л                                                                             | ɮ, ɮʲ       | l              |
| М м                 | M m                                   | М м                                                                             | m, mʲ       | m              |
| Н н                 | N n                                   | Н н                                                                             | n, nʲ       | n              |
| Ң ң                 | Ꞑ ꞑ                                   | Нъ нъ (1938 – 41 г.) Нг нг (1926 – 30 г.) Ң ң (1924 – 26 г.)                    | ŋ           | ǹ              |
| О о                 | O o                                   | О о                                                                             | ɔ           | o              |
| Ө ө                 | Ө ө                                   | Ö ö (1938 – 41 г.) Э э (1928 – 30 г.) v (1926 – 28 г.) Ö ö (1924 – 26 г.)       | o           | ô              |
| П п                 | P p                                   | П п                                                                             | (pʰ), (pʰʲ) | p              |
| Р р                 | R r                                   | Р р                                                                             | r, rʲ       | r              |
| С                   | S s                                   | С                                                                               | s           | s              |
| Т т                 | T t                                   | Т т                                                                             | tʰ, tʰʲ     | t              |
| У у                 | U u                                   | У у                                                                             | ʊ           | u              |
| Ү ү                 | Y y                                   | Ӱ ӱ (1938 – 41 г.) Ю ю (1926 – 30 г.) Ӱ ӱ (1924 – 26 г.)                        | u           | ù              |
| Ф ф                 | F f                                   | Ф ф                                                                             | (f)         | f              |
| Х х                 | X x                                   | Х х                                                                             | x, xʲ       | h              |
| Ц ц                 | C c (1931 – 38 г.) Ç ç (1930 – 31 г.) | Ц ц                                                                             | ʦʰ          | c              |
| Ч ч                 | Ç ç (1931 – 38 г.) C c (1930 – 31 г.) | Ч ч                                                                             | ʧʰ          | č              |
| Ш ш                 | Ş ş                                   | Ш ш                                                                             | ʃ           | š              |
| Щ щ                 | –                                     | Щ щ                                                                             | (sʧ)        | ŝ              |
| Ъ ъ                 | –                                     | –                                                                               | –           |                |
| Ы ы                 | –                                     | Ы ы                                                                             | i           | y              |
| Ь ь                 | Ь ь                                   | Ь ь                                                                             | ʲ           | '              |
| Э э                 | E e                                   | Э э                                                                             | e           | è              |
| Ю ю                 | –                                     | Ю ю                                                                             | jʊ          | û              |
| Я я                 | –                                     | Я я                                                                             | ja          | â              |